# Монленсья
Монленсья (фр. Montlainsia) — муніципалітет у Франції, у регіоні Бургундія-Франш-Конте, департамент Жура. Монленсья утворено 1 січня 2017 року шляхом злиття муніципалітетів Дессія, Лен i Монтанья-ле-Тампльє. Адміністративним центром муніципалітету є Лен. Населення — 222 особи (01.01.2021).